# Jearl Margaritha
Jearl Margaritha (Groninga, 10 aprile 2000) è un calciatore olandese, di origini di Curaçao, centrocampista del Phoenix Rising e della nazionale di Curaçao.

## Carriera

### Club
Margaritha è cresciuto nei settori giovanili di Groningen, GVAV Rapiditas, Emmen e Hoogeveen, debuttando con quest'ultimo club in quinta divisione. Nel 2020 è stato acquistato dall'Almere City ed il 30 agosto ha debuttato a livello professionistico giocando l'incontro di Eerste Divisie pareggiato 0-0 contro l'MVV. Una settimana più tardi ha segnato il suo primo gol nel successo esterno per 6-4 sull'Excelsior.
Il 4 agosto 2020 ha cambiato squadra passando al TOP Oss. Nei due anni successivi si è rivelato un elemento imprescindibile nell'attacco del club biancorosso realizzando 19 reti e fornendo 14 assist in 63 presenze.
Il 29 giugno 2023 ha lasciato l'Olanda per firmare un quadriennale con gli azeri del Sabah. Tuttavia dopo una sola stagione ha lasciato il club per unirsi agli statunitensi del Phoenix Rising. Ha debuttato il 25 agosto nel pareggio a reti bianche contro il North Carolina ed una settimana più tardi ha trovato la prima rete decidendo la sfida di USL Championship contro il Loudoun Utd.

### Nazionale
Ha debuttato con la nazionale maggiore di Curaçao il 7 settembre 2023 nell'incontro di CONCACAF Nations League perso 1-0 contro Trinidad e Tobago.

## Statistiche

### Presenze e reti nei club
Statistiche aggiornate al 10 settembre 2024.
| Stagione        | Squadra         | Campionato      | Campionato | Campionato | Coppe nazionali | Coppe nazionali | Coppe nazionali | Coppe continentali | Coppe continentali | Coppe continentali | Altre coppe | Altre coppe | Altre coppe | Totale | Totale | Totale |
| Stagione        | Squadra         | Comp            | Pres       | Reti       | Comp            | Pres            | Reti            | Comp               | Pres               | Reti               | Comp        | Pres        | Reti        | Pres   | Reti   |        |
| --------------- | --------------- | --------------- | ---------- | ---------- | --------------- | --------------- | --------------- | ------------------ | ------------------ | ------------------ | ----------- | ----------- | ----------- | ------ | ------ | ------ |
| 2020-2021       | Almere City     | 1D              | 9          | 1          | CO              | 0               | 0               | -                  | -                  | -                  | -           | -           | -           | 9      | 1      |        |
| 2021-2022       | TOP Oss         | 1D              | 35         | 7          | CO              | 0               | 0               | -                  | -                  | -                  | -           | -           | -           | 35     | 7      |        |
| 2022-2023       | TOP Oss         | 1D              | 28         | 12         | CO              | 0               | 0               | -                  | -                  | -                  | -           | -           | -           | 28     | 12     |        |
| Totale TOP Oss  | Totale TOP Oss  | Totale TOP Oss  | 63         | 19         |                 | 0               | 0               |                    | -                  | -                  |             | -           | -           | 63     | 19     |        |
| 2023-2024       | Sabah           | PL              | 18         | 0          | CA              | 2               | 1               | UECL               | 3                  | 0                  | -           | -           | -           | 25     | 1      |        |
| 2024            | Phoenix Rising  | USL             | 2          | 1          | USCup           | 0               | 0               | -                  | -                  | -                  | -           | -           | -           | 2      | 1      |        |
| Totale carriera | Totale carriera | Totale carriera | 92         | 21         |                 | 2               | 1               |                    | 3                  | 0                  |             | -           | -           | 97     | 22     |        |

### Cronologia presenze e reti in nazionale
| Cronologia completa delle presenze e delle reti in nazionale ― Curaçao | Cronologia completa delle presenze e delle reti in nazionale ― Curaçao | Cronologia completa delle presenze e delle reti in nazionale ― Curaçao | Cronologia completa delle presenze e delle reti in nazionale ― Curaçao | Cronologia completa delle presenze e delle reti in nazionale ― Curaçao | Cronologia completa delle presenze e delle reti in nazionale ― Curaçao | Cronologia completa delle presenze e delle reti in nazionale ― Curaçao | Cronologia completa delle presenze e delle reti in nazionale ― Curaçao |
| Data                                                                   | Città                                                                  | In casa                                                                | Risultato                                                              | Ospiti                                                                 | Competizione                                                           | Reti                                                                   | Note                                                                   |
| ---------------------------------------------------------------------- | ---------------------------------------------------------------------- | ---------------------------------------------------------------------- | ---------------------------------------------------------------------- | ---------------------------------------------------------------------- | ---------------------------------------------------------------------- | ---------------------------------------------------------------------- | ---------------------------------------------------------------------- |
| 7-9-2023                                                               | Port of Spain                                                          | Trinidad e Tobago                                                      | 1 – 0                                                                  | Curaçao                                                                | CONCACAF Nations League 2023-2024                                      | -                                                                      |                                                                        |
| 10-9-2023                                                              | Fort-de-France                                                         | Martinica                                                              | 1 – 0                                                                  | Curaçao                                                                | CONCACAF Nations League 2023-2024                                      | -                                                                      |                                                                        |
| 5-6-2024                                                               | Willemstad                                                             | Curaçao                                                                | 4 – 1                                                                  | Barbados                                                               | Qual. Mondiali 2026                                                    | -                                                                      | 46’                                                                    |
| 8-6-2024                                                               | Oranjestad                                                             | Aruba                                                                  | 0 – 2                                                                  | Curaçao                                                                | Qual. Mondiali 2026                                                    | -                                                                      |                                                                        |
| 6-9-2024                                                               | Saint George's                                                         | Saint Lucia                                                            | 1 – 0                                                                  | Curaçao                                                                | CONCACAF Nations League 2023-2024                                      | -                                                                      |                                                                        |
| 9-9-2024                                                               | Saint George's                                                         | Curaçao                                                                | 1 – 0                                                                  | Sint Maarten                                                           | CONCACAF Nations League 2023-2024                                      | -                                                                      |                                                                        |
| 11-10-2024                                                             | Gros Islet                                                             | Grenada                                                                | 0 – 0                                                                  | Curaçao                                                                | CONCACAF Nations League 2024-2025 - 1º turno                           | -                                                                      | 71’                                                                    |
| 14-10-2024                                                             | Gros Islet                                                             | Curaçao                                                                | 1 – 0                                                                  | Grenada                                                                | CONCACAF Nations League 2024-2025 - 1º turno                           | -                                                                      | 63’                                                                    |
| 16-11-2024                                                             | Willemstad                                                             | Saint-Martin                                                           | 0 – 5                                                                  | Curaçao                                                                | CONCACAF Nations League 2024-2025 - 1º turno                           | 4                                                                      |                                                                        |
| 19-11-2024                                                             | Willemstad                                                             | Curaçao                                                                | 4 – 1                                                                  | Saint Lucia                                                            | CONCACAF Nations League 2024-2025 - 1º turno                           | -                                                                      | 87’                                                                    |
| 6-6-2025                                                               | Oranjestad                                                             | Curaçao                                                                | 4 – 0                                                                  | Saint Lucia                                                            | Qual. Mondiali 2026                                                    | -                                                                      | 76’                                                                    |
| 10-6-2025                                                              | Oranjestad                                                             | Haiti                                                                  | 1 – 5                                                                  | Curaçao                                                                | Qual. Mondiali 2026                                                    | 1                                                                      | 76’                                                                    |
| 17-6-2025                                                              | San Jose                                                               | Curaçao                                                                | 0 – 0                                                                  | El Salvador                                                            | Gold Cup 2025 - 1° turno                                               | -                                                                      | 84’                                                                    |
| 21-6-2025                                                              | Houston                                                                | Curaçao                                                                | 1 – 1                                                                  | Canada                                                                 | Gold Cup 2025 - 1° turno                                               | -                                                                      | 59’                                                                    |
| 24-6-2025                                                              | San Jose                                                               | Honduras                                                               | 2 – 1                                                                  | Curaçao                                                                | Gold Cup 2025 - 1° turno                                               | -                                                                      | 73’                                                                    |
| Totale                                                                 |                                                                        | Presenze                                                               | 15                                                                     |                                                                        | Reti                                                                   | 5                                                                      |                                                                        |